# Рожанський Гнат
Рожанський Гнат (2 січня 1844, Калуш — 2 червня 1883, Хотінь) — греко-католицький священник, галицький громадський діяч у Калущині. Батько Любомира Рожанського.

## Життєпис
Навчаючись у духовній семінарії, був ініціатором і редактором (разом з О. Барвінським і Г. Боднаром) першого видання творів Т. Шевченка в Галичині під назвою «Поезиі Тараса Шевченка», (І–ІІ, 1867–69). Листувався з Ю. Федьковичем, І. Франком та ін.
Перед висвяченням взяв шлюб із Катериною Левицькою. Священничі свячення отримав у 1869 році. Спочатку працював на Бродівщині: сотрудником в с. Станіславчик (1869–1871) та адміністратором парафії в с. Суходоли (1871–1873). Переведений на Станиславівщину на адміністратора парафії в с. Красне Калуського повіту (1873–1875), а згодом на капелана в с. Липовиця Долинського повіту (1875—1881). У 1881 році призначений парохом с. Хотінь біля Калуша, де й помер 2 червня 1883 року у відносно молодому віці (39 років).
Ініціатор висунення і організатор переможної виборчої кампанії Юліана Романчука до Галицького сейму за кілька днів до своєї смерті.

## Вшанування
У Калуші названа вулиця на честь Гната Рожанського, в Хотіні встановлена меморіальна дошка роботи Ігоря Семака.